# Iberové

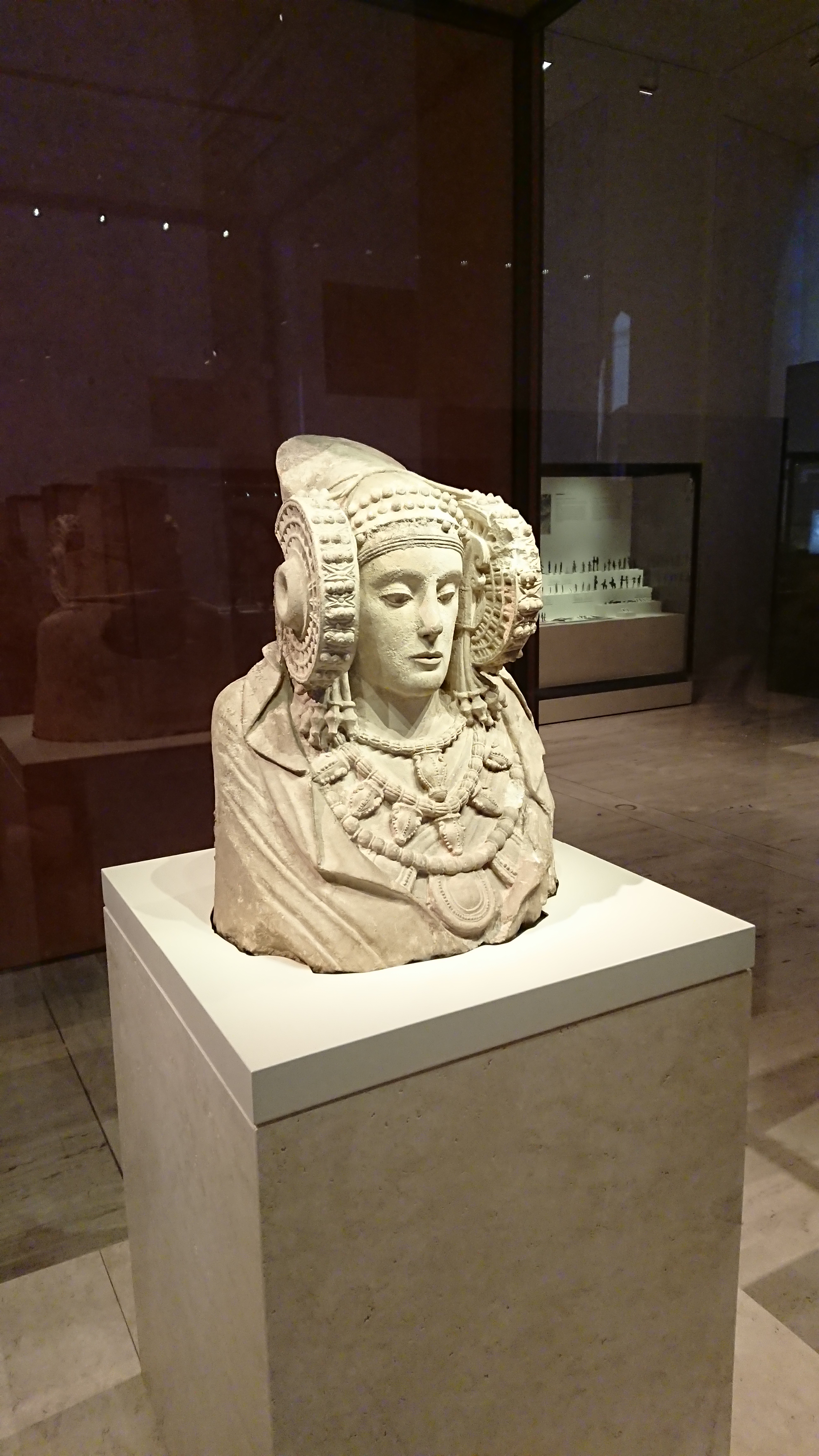
„Dáma z Elche“ (patrně znázorňuje kněžku), Národní archeologické muzeum v Madridu, 5. až 4. století př. n. l.

Iberové byli původní obyvatelé Pyrenejského poloostrova. Jsou pravděpodobně nazýváni podle řeky Iberu (dnešní Ebro). Zahrnují různé etnické skupiny a kultury, které se v mnoha ohledech od sebe lišily.
Jednalo se o neindoevropské obyvatelstvo předřímské doby železné na poloostrově, které mělo styky s mykénskou civilizací a s Féničany. Po příchodu indoevropských Keltů mezi 9. a 7. stoletím př. n. l. došlo ke smíšení těchto dvou etnik a vzniku keltiberské kultury.
Jejich hmotná kultura je datována podle nálezů mincí a keramiky importovaných z jiných oblastí Středomoří.
V průběhu 3. století př. n. l. se dostali do područí Kartáginců, kteří však byli o století později během punských válek vytlačeni Římany.

## Výsledky archeologických výzkumů

### Doba měděná
Vesnický život začal na Iberském poloostrově (v dnešním Španělsku a Portugalsku) kolem roku 3200 př. n. l., ve stejné době, kdy lidé začali pracovat s mědí. Jednotlivé oblasti tohoto území se rozvíjely různě rychle. Významné osídlení bylo na jihovýchodě v Los Millares (Almería). Osídlení zabíralo více než 2 hektary a bylo chráněno trojitou kamennou hradbou posílenou věžemi. Bráně byl předsazen barbakán (vnější opevnění) se strážnicemi a střílnami. Ochranná hradba se tyčila 300 metrů nad řekou Andarax. Na nedalekých kopcích strážilo přístup 10 až 15 citadel. Uvnitř hradeb bylo mnoho kruhových obydlí a rozlehlá dílna, v níž se tavila měď a také se tu odlévaly předměty v jednoduchých formách. U ochranné hradby bylo pohřebiště s více než 70 společnými hrobkami. V hrobech v Los Millares byly nalezeny vázičky na kosmetiku a parfémy, měděné náčiní, osobní šperky a zdobené keramické poháry na pití. Dále na jih, přibližně 20 km od Los Millares, v lokalitě Sierra de Alhamilla, byly objeveny dobové doly a měděná struska. Vesnice, chráněné hradbami, se nacházely na západním okraji Sevilly a na východě v Cabeo del Plomo (Murcia). Opevnění, srovnatelné co do velikosti s Los Millares, bylo nalezeno v lokalitách s názvem Villa Nova del Sao Pedro a Zambujal ve středním Portugalsku.

### Doba bronzová
Osídlení z doby bronzové vznikala kolem roku 2000 př. n. l. Mnohé vesnice z doby měděné se zmenšily nebo byly opuštěny. V jihovýchodním Španělsku byly kvůli své nedostupnosti osídlovány vrcholky kopců. Ve Fuenté Álamo (Almería) žila elita odděleně od vesnice, v hranatých kamenných domech s okrouhlými sýpkami a vodními nádržemi. V hrobech v nalezištích El Argar a El Oficio (Almería) byly pohřbeny bohaté ženy se stříbrnou čelenkou nebo zlatým náramkem a významní muži s bronzovým mečem, sekyrou a leštěnou keramikou. Také na jihu Mesety existovaly opevněné vísky zvané motillas, které obývala elita. Lidé žili i na usedlostech, jako je Moncín v Zaragoze nebo na rodinných statcích, jako je El Castillo (Frías de Albarracin, Teruel). V horách za Valencií se našlo několik tisíc rodinných statků.
Ve vlhčích oblastech podél pobřeží Atlantiku a Biskajského zálivu byly postaveny malé usedlosti zvané castros, chráněné hlubokými příkopy. Místní bronzířský průmysl měl kontakty na jižní Británii a Francii. Obyvatelé se nechávali pohřbít se zásobami kovových nástrojů a zbraní. Schraňování kovového nářadí, zvláště seker, dosáhlo vrcholu v Galicii a severním Portugalsku v letech 1000 – 700 př. n. l.
Po roce 1100 př. n. l. se začaly častěji vyrábět masivní zlaté předměty. V západní Ibérii, v Caldas de Reyes (Pontevedra) byly nalezeny zlaté šperky, hřebeny a poháry. Nález dvou zlatých nákrčníků uložených v bronzové míse byl z lokality Berzocany (Cáceres). Náhrdelník z lokality Sintra (Portugalsko) byl vyroben ze tří nákrčníků upevněných na společný podklad. Poklad z Villeny (Alicante) o váze 9,75 kg obsahoval ozdobný jídelní servis (s vyraženými geometrickými vzory) a 28 masivních zlatých náramků vyrobených v letech 900 – 800 př. n. l.

### Keltiberové
Od 5. století př. n. l. keltské kmeny postupovaly ze své domoviny ve střední Evropě do Británie, Itálie, Malé Asie, na Balkán a také na Pyrenejský poloostrov (ve stejné době od východu přicházely do Evropy skytské kmeny). Hérodotos napsal o těchto „Keltoi“ že: „žijí dále na západě než kterýkoli jiný evropský lid s výjimkou Iberů“.
Archeologové dospěli k názoru (po 25 letech archeologických vykopávek a výzkumů), že keltiberské kmeny vznikly ze spojení domorodých Ibérů a Keltů. Keltiberové tehdy žili na rozlehlém území rozkládajícím se od Pyreneského pobřeží až po plošinu Meseta, na němž bylo rozeseto velké množství osad a měst. Nejdůležitější nesla jména Clunia, Segeda, Segobrida, Palencia a Numantia. Centrum města Numantia (Numancia) bylo vybudováno na strategicky položeném místě vysoko na vrcholku kopce, nad soutokem tří řek: Doura, Tera a Merdancha. Archeologové odkryli polovinu jeho rozlohy, zabíralo celkem 24 hektarů. Numancii obepínaly hradby z velkých kamenných bloků zpevněné v pravidelných vzdálenostech čtverhrannými věžemi. Město protínaly dvě velké paralelní dopravní tepny přerušené v pravém úhlu dvanácti bočními cestami, které tvořily síť a vyznačovaly jednotlivé čtvrti (urbanistické uspořádání bylo ovlivněno Řeky a Římany). Osídlení v Numancii sahalo až do doby měděné a bronzové. V 7. a 6. století př. n. l. se na tomto místě usadili Pelendonové, domorodý kmen žijící hlavně z chovu dobytka. Arevaci, o kterých Strabón tvrdil, že byli nejsilnějším keltským kmenem, se v oblasti objevili ve 3. století př. n. l. a poté, co vytlačili Pelendony, založili Numancii.
Další z archeologických lokalit byl na kopci Santa Tecla, který se vypíná nad přístavním městečkem La Guardia (městečko je situováno u ústí řeky Minho, 50 km od Viga). Zde archeologové odkryli opevněné sídlo, castrenu. První keltiberští obyvatelé sem přišli v 7. století př. n. l. a zůstali zde do 3. století př. n. l. Lokalita se skládala z více než stovky objektů chráněných hradbami. Byly objeveny základy kruhových chýší, dlážděné ulice, studny a nádrže na vodu.
Mohyla, odkryta v Pajaroncillu (provincie Cuenca) obsahovala urnu s popelem zemřelého a pohřební výbavu: zbraně, kovové předměty a nádoby. Výrazem bohatství a společenského postavení zemřelého byl typ a počet železných zbraní, které doprovázely urnu, pouze u příslušníků vyšší vrstvy a náčelníků byly uloženy krátké meče, kopí a kulaté štíty. Keltiberští vojáci byli vyzbrojeni také dlouhým mečem, jaký používali Iberové v době bronzové. V hrobech byly nalezeny koňské postroje, hlavně udidla. Keramické urny byly zhotoveny bez použití hrnčířského kruhu, měly tvar písmene „S“, občas je podpírala štíhlá noha. Tyto urny představují čistě keltskou tradici. Hroby vyrovnané v jedné řadě a ozdobené stélami byly nalezeny v Anguilaru de Anguita (provincie Guadalajara).
Keltiberská kultura byla ovlivněna řeckými a fénickými kolonisty a po zavedení hrnčířského kruhu okolo 6. století př. n. l. keltiberští umělci vyráběli proslulou malovanou keramiku. Jako první začali zdobit nádoby antropomorfních a zoomorfních tvarů geometrickými ornamenty. Při vykopávkách v Numancii archeologové objevili dva keramické výtvory: jeden je „váza býků“ s vlysy představujícími zvířata a geometrické tvary a druhý je talíř s vyobrazením ptáka, jehož křídla a ocas nabízejí hru opakujícího se motivu. Tento motiv podle odborníků reprodukuje tzv. triskeles, trojramenný symbol otáčivého pohybu, což je u Keltů vysoce symbolický prvek. Umělci často malovali bojové scény, ze kterých je možno se dozvědět o výzbroji vojáků. Keltiberové byli obávaní válečníci na koních. Kartáginci si je najímali jako žoldnéře.
Keltiberové hovořili jazykem indoevropské rodiny, keltštinou. Dochovalo se několik nápisů v keltštině.

## Boje kmenů proti nadvládě fénické, punské a římské

### Féničané
Podle starověké tradice vznikla na hispánském pobřeží, na výběžku do moře, fénická osada Gades (dnes Cádiz) v roce 1110 př. n. l. Podle novějších poznatků, osada byla zřízena jako kotviště lodí na dlouhých plavbách ve Středomoří a byla využívána pouze občasně. Archeologické nálezy ukazují, že intenzivní fénická kolonizace západního Středomoří, kdy na jihošpanělském a severoafrickém pobřeží byla založena celá řada dlouhodobě obývaných osad, byla naplno zahájena v 8. století př. n. l. Impulsem pro zakládání kolonií byly zvyšující se poplatky, které musela fénická města odvádět uchvatiteli, mocné asyrské říši v 9. a 8. století př. n. l. Sidónsko – tyrská aristokracie měla lodě, konkrétní zkušenosti, potřebnou logistiku a k dispozici dost lidí na to, aby mohla svá obchodní centra a přístavy daleko na západě dlouhodobě osídlit (v 8. století př. n. l. byl v levantských metropolích a v jejich okolí mohutný populační růst a přibylo mnoho utečenců z aramejských kmenů a ze států v syrském vnitrozemí). Fénická kolonie brzy zesílily v mohutná města.
Nejstarší fénické kolonie byly založeny v jihošpanělské oblasti Tartessa (severně od Cádizu), která je bohatá na kovy. Už dlouho před příchodem Féničanů (pravděpodobně od 10. století př. n. l.), tato oblast prosperovala z těžby cínu, mědi, stříbra i zlata a z obchodu s kovy a surovin. Hornické město Tartessos (dnešní velké přístavní město Huelva na dolním toku řeky Guadalquiviru uprostřed atlantského pobřeží Andalusie) zprvu navázalo obchodní vztahy s fénickými kupci, posléze Féničané přes odpor včlenili celou oblast do svého vlivu.
Řecký historik Diodorus Sicílský (1. století př. n. l.) tvrdil, že základním kamenem fénického bohatství byl objev španělského stříbra.

### Punové (Kartáginci)

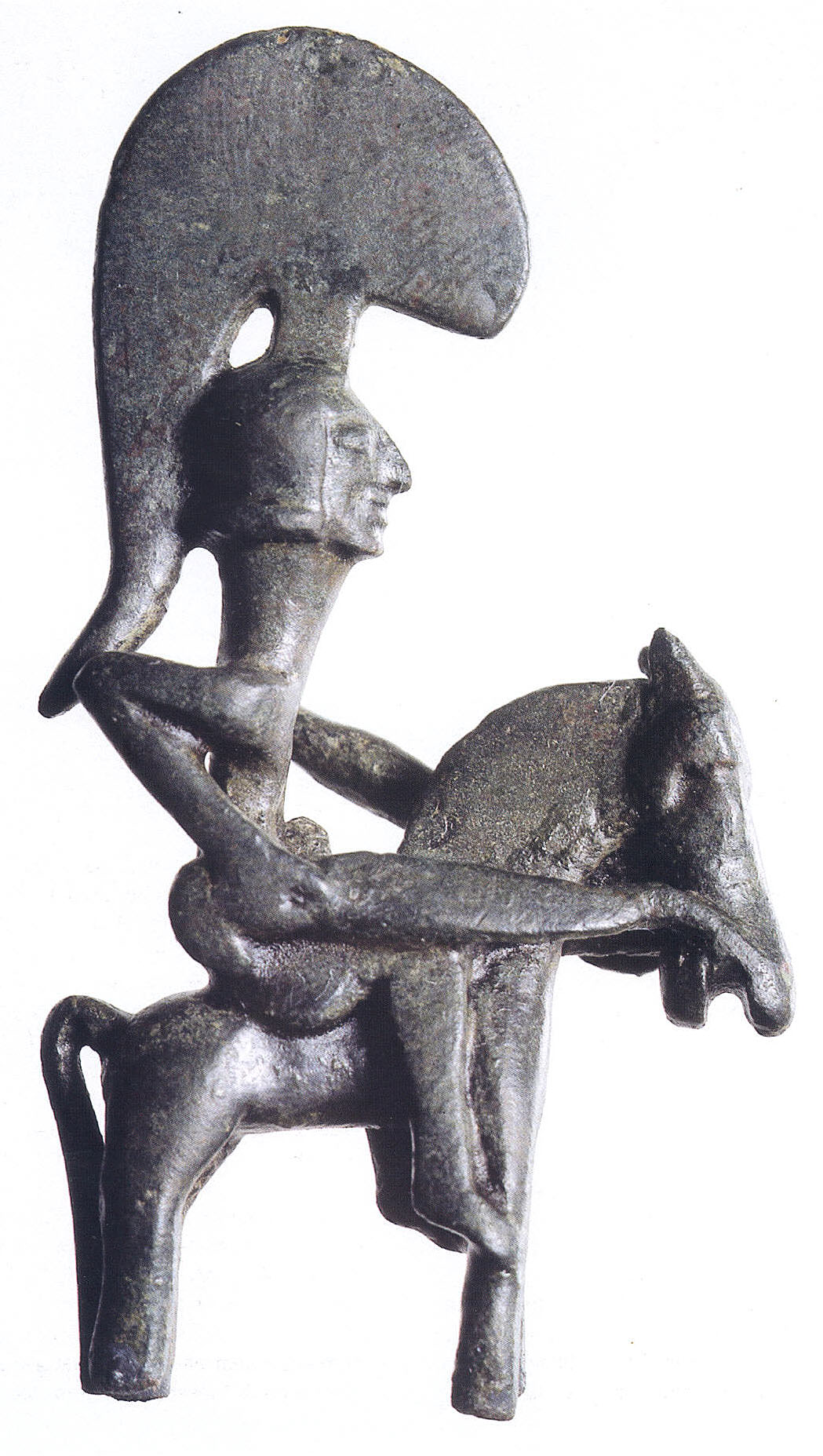
„Válečník z Moixentu“ ze 2. až 4. století př. n. l.

Od 7. století př. n. l. byla většina fénických měst podřízena asyrské vládě. V 6. století př. n. l. se ujalo ochrany a řízení fénických osad na Iberském poloostrově město Kartágo (podle archeologických nálezů bylo založeno okolo roku 814 př. n. l. jako fénická západní osada na tuniském pobřeží). V oblasti Tartessa Punové vystřídali Féničany. Moc města Tartessos, které ekonomicky ovlivňovalo celou oblast dolního Guadalquiviru, byla na konci 5. století př. n. l. již velmi oslabena.
Pro využití nerostného bohatství hispánské oblasti ve prospěch Kartága (po prohrané první punské válce), podnikl vojevůdce Hamilkar Barkas vojenské tažení na Iberský poloostrov v roce 237 př. n. l. První obětí kartaginské expanze se staly kmeny v jižní Hispánii, které kladly energický odpor. Při válečné akci na území kmene Oretanů v zimě roku 229/228 př. n. l. Hamilkar zahynul. Jeho nástupce, Hasdrubal (zeť Hamilkara) rozšířil kartaginskou državu a založil město Carthago Nova, které se stalo největším hispánským přístavem a centrem kartaginské moci. Toto město vzniklo na místě staré iberské osady Massie.
Římští politikové, v obavách aby Kartágo ve svém pronikání severním směrem, nepodporovalo severoitalských Keltů (Galů), uzavřel s Hasdrubalem smlouvu, že nepřekročí řeku Iberus (dnešní Ebro). Po smrti Hasdrubala v roce 221 př. n. l. se stal vojevůdcem nejstarší syn Hamilkara, pětadvacetiletý Hannibal. První jeho akcí bylo tvrdé potlačení vzpoury některých místních kmenů a nové územní rozšíření. Hannibal v roce 219 př. n. l. obléhal město Saguntum, které se mu stavělo na odpor a po osmi měsících je dobyl. Na jaře roku 218 př. n. l. Hannibal překročil řeku Iberus s cílem rozšířit panství až k Pyrenejím a v létě téhož roku zahájil pochod kartaginské armády ze severní Hispánie přes jižní Galii a Alpy do Italie. Hannibal přenechal Hispánii svým bratrům Hasdrubalovi a Magonovi.

### Římané
Válka mezi Římem a Kartágem na hispánském území se odehrála v letech 218 – 206 př. n. l. Římský vojevůdce Gnaeus Cornelius Scipio v roce 218 př. n. l. pronikl z Galie, ale k rozvinutí větších akcí potřeboval posily. Další oddíly v roce 217 př. n. l. přivedl jeho bratr, bývalý konzul Publius Cornelius Scipio. Římská vojska vnikla na území jižně od Iberu, přičemž získali na svou stranu některé místní keltiberské kmeny. V roce 212 př. n. l. se zmocnili města Saguntum. Následovala silná a nečekaná protiofenziva, v roce 211 př. n. l. oba římští vojevůdci padli v bojích. Římská armáda, která se nacházela hluboko na jih na nepřátelském území, se musela stáhnout zpět na sever k Iberu. Z Říma vyslali nové vojsko, kterému velel mladý Publius Cornelius Scipio (syn stejnojmenného konzula). Nový velitel kladl důraz na rychlé akce a manévrovací pohotovost svých oddílů a dobyl v roce 209 př. n. l. město Carthago Nova, v roce 208 př. n. l. pronikl do jižního cípu Hispánie a v roce 206 př. n. l. v bitvě u Ilipy definitivně zvítězil nad kartaginskou armádou. Východní a jižní část Iberského poloostrova připadla Římu. Roku 197 př. n. l. byly dvě římské provincie: Hispania Ulterior a Hispania Citerior. Hispánské vnitrozemí zůstávalo po 200 let vojenským problémem, ale hlavní části Iberského poloostrova byly podrobeny během válek v letech 154 – 133 př. n. l.
Římané vedli vleklé boje s některými kmeny. Povstání Turdetanů (sídlící v jihozápadním cípu Hispánie), které bylo potlačeno v roce 195 př. n. l. konzulem Markem Porciem Catonem, mělo odezvu i v jiných krajích. Protiřímské hnutí v roce 190 př. n. l. potlačil L. Aemilius Paulus a později i Tiberius Sempronius Gracchus. Další mohutná vzpoura keltiberských a lusitánských kmenů trvala od roku 153 př. n. l. s přestávkami 20 let. V roce 147 př. n. l. v Lusitánii povstalcům velel náčelník Viriathus, který byl svými vojenskými schopnostmi rovnocenným soupeřem a římský velitel Q. Fabius Maximus Servilianus roku 140 př. n. l. přistoupil na uzavření míru. Na popud jeho bratra a nástupce Q. Servilia Caepiona, byl Viriathus v roce 139 př. n. l. zavražděn. Těžiště povstaleckých bojů se přesunulo z Lusitánie k Numantii, kde v roce 137 př. n. l. římský velitel Gaius Hostilius Mancinus byl nucen před vzbouřenci kapitulovat, aby zachránil vojsko. Nastalou situaci měl vyřešit nejschopnější římský velitel své doby Publius Cornelius Scipio Aemilianus (vítěz nad městem Kartágo na území severní Afriky v třetí punské válce v letech 149 – 146 př. n. l., později přezdívaný Africký Mladší). V roce 134 př. n. l. s ním přišlo do Hispánie velké množství dobrovolníků, přidaly se oddíly z africké Numibie, z pergamského království i ze Sýrie (celkem 60 000 římských vojáků). Čtyři tisíce keltiberských bojovníků odolávalo v Numantii římské přesile 8 měsíců. V roce 133 př. n. l. bylo město po kapitulaci zničeno a obyvatelé byli prodáni do otroctví.
V roce 80 př. n. l. se vzbouřily kmeny z Lusitánie a jejich představitelé vyzvali Římana Quinta Sertoria, aby se vrátil do Hispánie a postavil se do čela jejich odboje (Sertorius byl čelný představitel populárů a ukrýval se v Mauretánii před Sullovskou oligarchií). V roce 77 př. n. l. povstalci už ovládli velkou část hispánského území. Hispánie se měnila v samostatný státní útvar uvnitř hranic impéria. Sertorius se pokládal za hlavního představitele římské říše, vytvořil senát z římských emigrantů, dosazoval na důstojnické a úřednické funkce římské občany. Sertorius zřídil v Osce (dnešní Huesca za řekou Ebro) středisko pro mladé příslušníky urozených domorodých rodin, aby se vzdělávali v řečtině a latině a osvojili si základy římské kultury. Římskému vojsku s velitelem Gnaiem Pompeiem se podařilo povstání zlikvidovat až roku 72 př. n. l. (rok před tím Sertoria nechal zavraždit jeho rival Markus Perperna).
Budoucí diktátor Gaius Julius Caesar byl v roce 68 př. n. l. kvestorem (finančním úředníkem) v provincii Baetica, která byla stále neklidnou oblastí. V letech 62 – 60 př. n. l. byl Caesar propraetorem v Zadní Hispánii, kde získal vojenské úspěchy v taženích proti Iberům a velké jmění.
Od roku 27 př. n. l. Augustu-Octavianovi, jako nejvyššímu veliteli římské armády a prokonsulovi, byla na 10 let svěřena správa provincií, v nichž byla nezbytná přítomnost římských vojsk. Augustus rozhodoval o správě provincie Baetica v Hispánii. Boje v Hispánii směřovaly k ovládnutí zbývající části Iberského poloostrova a sousední Galské oblasti. Na památku úspěchů, dosažených v Hispánii a Galii, byl v Římě na Martově poli vystavěn monumentální Oltář Augustova míru v roce 9. př. n. l. Za panování Augusta bylo město Numantia znovu vybudováno.